# Megachile opacifrons
Megachile opacifrons är en biart som beskrevs av Pérez 1897. Megachile opacifrons ingår i släktet tapetserarbin, och familjen buksamlarbin. Inga underarter finns listade i Catalogue of Life.